# Patricia gemellus
Patricia gemellus är en fjärilsart som beskrevs av Fox 1960. Patricia gemellus ingår i släktet Patricia och familjen praktfjärilar. Inga underarter finns listade i Catalogue of Life.